# Табанелли, Флора
Флора Табанелли (итал. Flora Tabanelli; род. 2007, Болонья) — итальянская фристайлистка (слоупстайл, биг-эйр), чемпионка мира 2025 года, двукратная чемпионка юношеских Олимпийских игр 2024 года. Победительница и призёр этапов Кубка мира. Обладательница Хрустального глобуса в дисциплине биг-эйр (2024/2025 годов).

## Биография
В октябре 2023 года Флора дебютировала на этапах Кубка мира по фристайлу.
Табанелли представляла Италию на зимних юношеских Олимпийских играх 2024 года и была знаменосцем на церемонии открытия. На играх она завоевала две золотые медали в дисциплинах биг-эйр и слоупстайл.
Во время Кубка мира FIS по лыжному фристайлу 2024/25 Табанелли выиграла хрустальный глобус в общем зачете соревнований среди женщин в биг-эйр, набрав 440 очков в соревнованиях по биг-эйру.
Дебютировала на чемпионате мира по сноуборду в 2025 году и заняла четвертое место в слоупстайле. Неделю спустя Флора выступила в соревнованиях в дисциплине биг-эйр и завоевала золотую медаль, набрав 176,75 балла.